# Stanley Prusiner
Stanley Ben Prusiner (Des Moines, 28 maggio 1942) è un biochimico e neurologo statunitense, vincitore del Premio Nobel per la medicina nel 1997 grazie alle sue scoperte riguardo all'encefalopatia spongiforme bovina ("morbo della mucca pazza") e la sua variante umana, la malattia di Creutzfeldt-Jakob e per la scoperta con il suo team dei prioni,  una classe di agenti patogeni infettivi che si riproducono principalmente o esclusivamente composti da proteine, una teoria scientifica considerata da molti come un'idea eretica quando fu proposta per la prima volta.

## Biografia
Nacque a Des Moines, Iowa, in una famiglia ebrea, da Miriam (Spigel) e Lawrence Prusiner, un architetto. Ha trascorso la sua infanzia a Des Moines e Cincinnati, Ohio, dove ha frequentato la Walnut Hills High School e dove era conosciuto come "il piccolo genio" per il suo lavoro pionieristico su un repellente per gli insetti Boxelder. Prusiner si è laureato in chimica presso l'Università della Pennsylvania e successivamente ha conseguito il dottorato di ricerca presso la University of Pennsylvania School of Medicine. Prusiner ha poi completato un tirocinio in medicina presso l'Università della California, San Francisco. Successivamente Prusiner si trasferì al National Institutes of Health, dove studiò le glutaminasi in E. coli nel laboratorio di Earl Stadtman.
Dopo tre anni al NIH, Prusiner è tornato all'UCSF per occuparsi di neurologia. Nel 1974, è entrato a far parte della facoltà del dipartimento di neurologia dell'UCSF. Da allora, Prusiner ha ricoperto varie posizioni di facoltà e visiting faculty sia presso l'UCSF che presso l'UC Berkeley. 
Dal 1999, Prusiner è stato direttore del laboratorio di ricerca dell'Institute for Neurodegenerative Diseases presso l'UCSF, lavorando sulle malattie da prioni, sulla malattia di Alzheimer e sulle taupatie.

## Prione, idea eretica
Nel suo articolo del 1998 su PNAS sui prioni, Prusiner scrisse: "L'idea che i prioni della scrapie fossero composti da una proteina amiloidogenica era veramente eretica quando fu introdotta" (di Tikvah Alper). L'encefalopatia era una malattia misteriosa che attacca il cervello e lascia il cervello delle sue vittime pieno di buchi. Gli scienziati non sapevano quale agente patogeno o organismo patogeno avesse prodotto tale modello. Prusiner e i suoi collaboratori suggerivano "una teoria scientifica, vista come eretica in quanto sembra sfidare il ruolo degli acidi nucleici come vettori esclusivi di informazioni genetiche". Questa teoria ha suggerito che questo agente patogeno potrebbe essere una "varietà mortale di una proteina normale che ha la capacità di amplificarsi nel cervello. L'ipotetica proteina è chiamata prione (pronunciato PREE-on)".

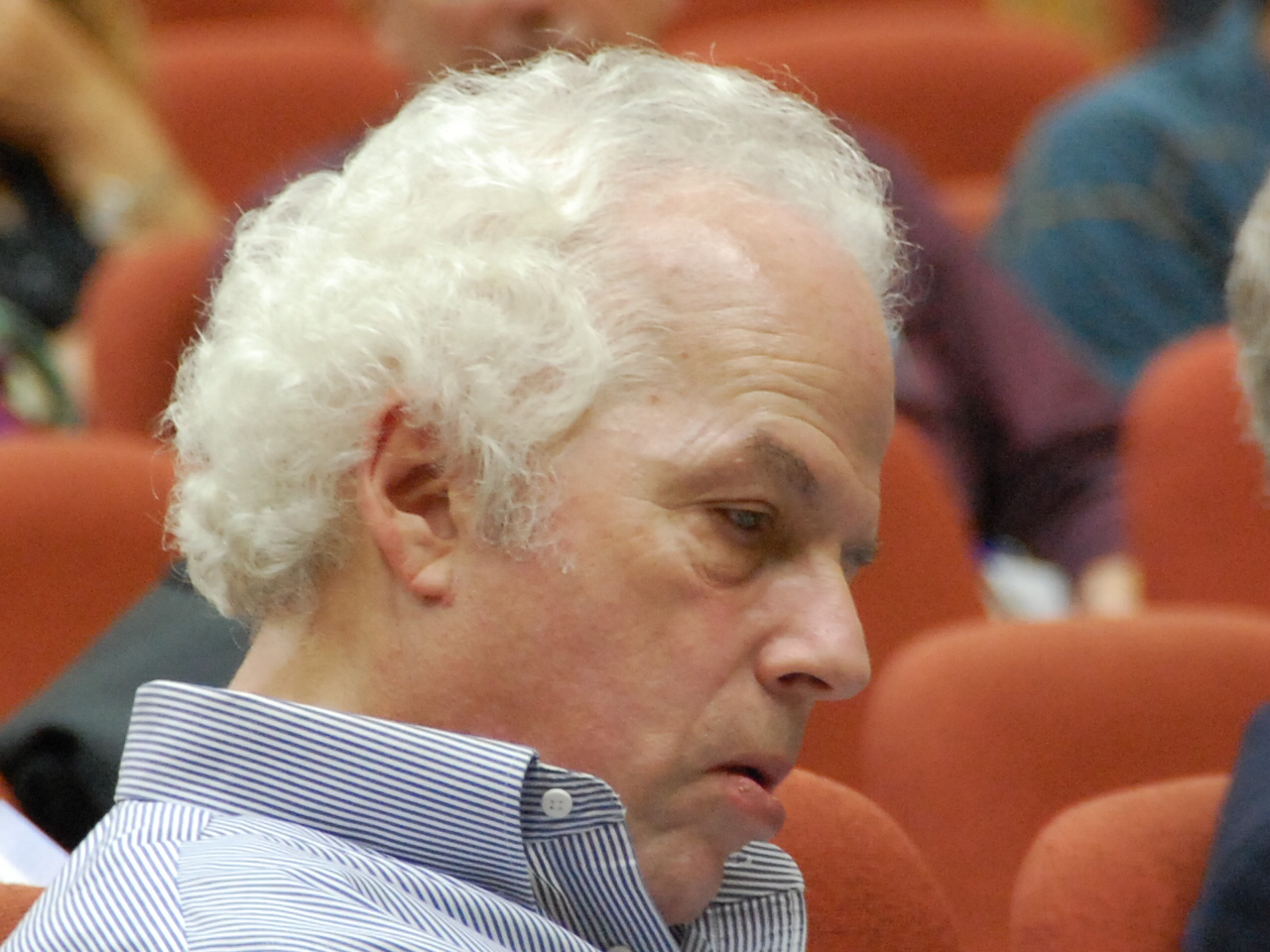
Prusiner nel 2007

Il significato dei risultati della ricerca di Prusiner, vale a dire la scoperta dei prioni, che ha chiamato così, risiede nel tentativo di chiarire le cause di una serie di rare malattie infettive ed ereditarie correlate, le cosiddette malattie da prioni. Questi includono la malattia di Creutzfeldt-Jakob (CJD), inclusa la nuova variante (vCJD), il kuru, l'insonnia familiare fatale, la sindrome di Gerstmann-Sträussler-Scheinker, la BSE e la scrapie. Sulla base della sua ricerca sulla scrapie, che iniziò nei primi anni '70 insieme al suo team di esperti (David E. Garfin, Daniel P. Stites, William J. Hadlow, Carl M. Eklund) presso la UCSF School of Medicine, Prusiner postulò l'importanza dei prioni già nel 1982, ma inizialmente non ricevette né ascolto né attenzione. Ci sono voluti più di dieci anni perché la sua opinione prevalesse negli anni '90, anche tra gli esperti.

## Premi e riconoscimenti
- 1991 - Premio Potamkin per la ricerca sulla malattia di Alzheimer dell'American Academy of Neurology
- 1993 - Premio Richard Lounsbery per la straordinaria ricerca scientifica in biologia e medicina dalla National Academy of Sciences
- 1993 - Premio Dickson
- 1993 - Premio Internazionale della Fondazione Gairdner
- 1994 - Premio Albert Lasker per la ricerca medica di base
- 1995 - Premio Paul Ehrlich e Ludwig Darmstaedter della Repubblica Federale Tedesca
- 1996 - Premio Wolf per la medicina della Fondazione Wolf
- 1996 - Grand Prix Charles-Leopold Mayer
- 1996 - Premio Internazionale Keio per la Scienza Medica
- 1996 - Golden Plate Award dell'American Academy of Achievement.[12]
- 1997 - Premio Louisa Gross Horwitz della Columbia University
- 1997 - Premio Nobel per la Fisiologia o la Medicina.[1]
- 1998 - Medaglia Benjamin Franklin del Franklin Institute.[13]
- 2005 - Dottorato Honoris Causa dall'Università Cardinale Herrera CEU
- 2010 - Medaglia Nazionale della Scienza.[14]